# Gerhard Herzberg

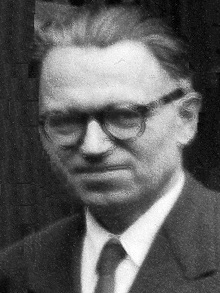
Gerhard Herzberg, London 1952

Gerhard Herzberg (Amburgo, 25 dicembre 1904 – Ottawa, 3 marzo 1999) è stato un fisico e chimico canadese di origine tedesca. Vinse il premio Nobel per la chimica nel 1971.

## Biografia
Herzberg studiò fisica e chimica all'Università tecnica di Darmstadt, laureandosi nel 1928 in chimica fisica. Nel 1930 conseguì il dottorato sia presso l'Università di Gottinga, sotto la supervisione di James Franck e Max Born, che all'Università di Bristol, con John Lennard-Jones.
Nel 1930 venne nominato assistente di fisica all'Istituto Tecnologico di Darmstadt, ruolo che dovette abbandonare nel 1935 per le pressioni del regime nazista. Lo stesso anno fu dapprima visiting poi professore stabile all'Università di Saskatchewan in Canada, di cui poi prese la cittadinanza. Tra il 1945 e il 1948 insegnò pure all'Università di Chicago, tornando successivamente a lavorare nuovamente in Canada.

## Attività scientifica
Principalmente interessato alla struttura molecolare ed alla spettroscopia molecolare, durante la sua permanenza in Canada determinò la struttura e le proprietà chimico-fisiche di molecole biatomiche e poliatomiche, inclusi i radicali liberi. Si occupò anche dell'analisi chimica di oggetti astronomici.
Nel 1971 gli fu assegnato il premio Nobel per la chimica per i suoi contributi alla conoscenza della struttura elettronica e geometria delle molecole, in particolare i radicali liberi. Lo stesso anno ricevette anche la Medaglia Royal della Royal Society di Londra.

## Riconoscimenti
In suo onore, un asteroide, scoperto nel 1984 dall'astronomo Edward L. G. Bowell, è stato chiamato 3316 Herzberg. L'Istituto Herzberg di Astrofisica, sito a Ottawa, prende il suo nome. Herzberg fu anche membro dell'Accademia Internazionale di Scienze Quantistiche Molecolari.

## Alcune opere
- Spettri atomici e struttura atomica, Paolo Boringhieri Editore, Torino, 1961 (con successive ristampe).
- Molecular Spectra and Molecular Structure, 4 vols., Van Nostrand, New Jersey, 1950-1968.